# Cratere Shahinaz
Shahinaz è un cratere lunare di 15,99 km situato nella parte nord-occidentale della faccia nascosta della Luna.